# Camió d'escombraries

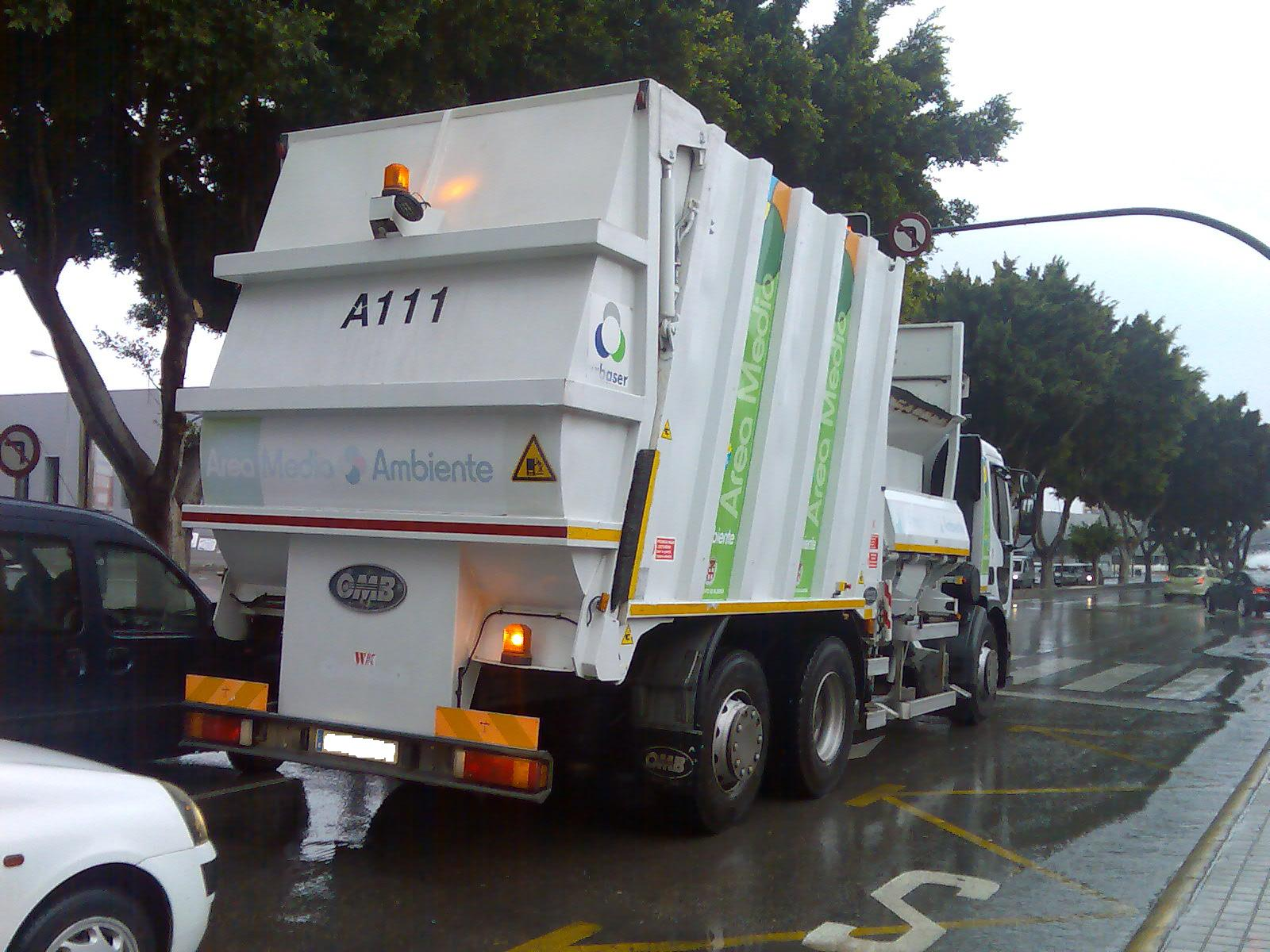
Camió recol·lector compressor a la província d'Almeria

Un camió d'escombraries és un camió dissenyat especialment per recollir petites quantitats d'escombraries i transportar-les a abocadors i centres de tractament i reciclatge. També pot oferir la funció de comprimir les deixalles per aconseguir una major capacitat d'emmagatzematge. Són bastant comuns en àrees urbanes.

## Història
Els vagons i altres mitjans havien estat utilitzats durant segles per transportar residus sòlids. Entre els primers camions d'escombraries autopropulsats es trobaven entre els encarregats pel Consell del districte de Chiswick de l'empresa Thornycroft Steam Wagon and Carriage, l'any 1897, el qual es descrivia com un vehicle amb motor de vapor, amb també un nou disseny del cos específic per a «la recollida de pols i deixalles domèstiques».
Els anys vint van ser utilitzats els primers camions amb tapa oberta, però a causa de les males olors i els residus que cauen de l'esquena, els vehicles coberts aviat es van fer més comuns. Aquests camions coberts es van introduir per primera vegada a l'Europa més densament poblada i després a Amèrica del Nord, però aviat es van utilitzar a tot el món.
La principal dificultat era que els brossaires necessitessin aixecar els residus a l'altura de les espatlles. La primera tècnica desenvolupada a finals dels anys vint per resoldre aquest problema va ser construir compartiments rodons amb llevataps massius que aixequessin la càrrega i la retiressin de la part posterior. Un model més eficient va ser el desenvolupament de la tremuja el 1929. Es va utilitzar un sistema de cable que podia emportar-se els residus al camió.
El 1937, George Dempster va inventar el sistema Dempster-Dumpster en què els contenidors de residus amb rodes eren inclinats mecànicament al camió. Els seus contenidors eren coneguts com a dumpsters, que van conduir a la introducció de la paraula en la llengua.
El 1938, Garwood Load Packer va revolucionar la indústria quan es va implementar la idea d'incloure un compactador al camió. El primer compactador primitiu podria doblar la capacitat del camió. Això va ser possible gràcies a la utilització d'una premsa hidràulica que compactava el contingut del camió periòdicament.
L'any 1955 va veure el Dempster Dumpmaster, és a dir, el primer carregador frontal introduït, però no es van fer habituals fins als anys setanta. A la dècada dels setanta també es van introduir contenidors més petits, sovint coneguts com a contenidors que també es van buidar mecànicament. Des de llavors, hi ha hagut poc canvi radical, tot i que s'han produït diverses millores en els mecanismes de compactació per millorar la càrrega útil. A mitjans de la dècada dels setanta, Petersen Industries va introduir el primer camió per a la recollida de residus municipals.
El 1969, la ciutat de Scottsdale (Arizona), va presentar el primer carregador lateral automatitzat del món. El camió nou podria recollir contenidors de 300 litres en 30 segons de cicle, sense necessitat que el conductor sortís de la cabina.
L'any 1997, Lee Rathbun va introduir el Lightning Rear Steer System. Aquest sistema inclou una cabina elevada, orientada cap al darrere, per a la conducció del camió i el funcionament de la carregadora. Aquesta configuració permet a l'operador seguir darrere de camions de càrrega contínua.

## Nota
1. ↑  Carsten Sinner. El castellano de Cataluña: estudio empírico de aspectos léxicos, morfosintácticos, pragmáticos y metalingüísticos.  Max Niemeyer Verlag, 2004. ISBN 9783484523203.
2. ↑  "Motor-Cars for Dust Collection", The Automotor and Horseless Carriage Journal, February 1897, p192
3. ↑  City of Scottsdale, Arizona, Solid Waste Management Divison - Classic Refuse Trucks, November 6, 2005.